# Pogoninos
Pogoninos (Pogonini) é uma tribo de carabídeos da subfamília Trechinae.

## Gêneros
- Bedeliolus Semenov, 1900
- Cardiaderus Dejean, 1828
- Diodercarus Lutshnik, 1931
- Diplochaetus Chaudoir, 1871
- Ochtozetus Chaudoir, 1871
- Olegius Komarov, 1996
- Pogonistes Chaudoir, 1871
- Pogonopsis Bedel, 1898
- Pogonus Dejean, 1821
- Syrdenoidius Baehr & Hudson, 2001
- Syrdenus Dejean, 1828
- Thalassotrechus Van Dyke, 1918